# Барковский, Сергей Дмитриевич
Серге́й Дми́триевич Барко́вский (род. 14 декабря 1963, Алматы Казахская ССР, СССР) — российский актёр театра и кино, режиссёр. Заслуженный артист Российской Федерации (2005).

## Биография

### Детство, юность и студенчество
Сергей Барковский родился 14 декабря 1963 года в Алма-Ате (Казахская ССР). С трёх лет стал жить на Украине, в городе Николаеве.
По окончании средней школы отправился поступать на философский факультет ЛГУ, отделение научного коммунизма. В 1986 году с отличием окончил факультет. Около года преподавал философию в Ленинградском высшем инженерном морском училище имени адмирала С. О. Макарова (ЛВИМУ).
В 1992 году с отличием окончил Ленинградский государственный институт театра, музыки и кинематографии имени Н. К. Черкасова (ЛГИТМиК) по специальности «режиссура и актёрское мастерство» (курс профессора Мара Сулимова), после чего был принят в состав труппы Санкт-Петербургского государственного молодёжного театра на Фонтанке.
В разные годы параллельно работал в Театре на Литейном, Александринском театре, Интерьерном театре, Театре реального искусства, театре «Старый Петербург» и других.

### Актёрское призвание
Участвовал в самодеятельном театре при ЛГУ. После окончания университета некоторое время параллельно с преподавательской деятельностью занимался в полупрофессиональном студенческом театре-студии ЛГУ, которую вёл Вадим Голиков, руководитель Ленинградского областного театра драмы и комедии. Когда Голиков стал набирать курс в ЛГИТМиКе, Барковский пошёл к нему учиться.
Проучившись полтора года у Голикова, Барковский перешёл на курс профессора Мара Сулимова. Ещё учась в институте, Барковский сыграл множество ролей, среди которых: князь Мышкин в спектакле по роману Ф. М. Достоевского «Идиот», Дон Хуан в спектакле по пьесе Л. А. Жуховицкого «Последняя женщина сеньора Хуана», Сильченко в спектакле по рассказам В. М. Шукшина «Штрихи к портрету», Мозгляков в спектакле по повести Ф. М. Достоевского «Дядюшкин сон», Войцек в спектакле по пьесе Георга Бюхнера «Войцек». ЛГИТМиК Сергей Барковский окончил с двумя дипломами — актёрским и режиссёрским, оба диплома — красные.

### Театр
В 1992 году был принят в труппу Санкт-Петербургского государственного молодёжного театра на Фонтанке. Вместе со своим однокурсником Сергеем Егоровым они написали пьесу-фантазию на тему восточных сказок, которая называлась «Калиф-аист». Ездили со сказкой по детским садам и школам. Позже Барковский восстановил этот спектакль. В 1996 году на фестивале спектаклей для детей «Банановая рыба» в Таллине работа Барковского была отмечена премией «За лучшую мужскую роль».
В репертуаре Барковского: «Ночь ошибок» (сэр Чарльз Марлоу), «Двенадцатая ночь, или Что угодно» (сэр Тоби Белч), «Стакан воды» (Болингброк), «Касатка» (Абрам Желтухин), «Дни Турбиных» (Алексей Турбин), «Жаворонок» (король Карл), «Три сестры» (Чебутыкин) и многие другие.
В Санкт-Петербургском театре «Русская антреприза» имени Андрея Миронова играл Джорджа Райли в спектакле «Входит свободный человек», играет Павла Прохоровича в спектакле «Шутники» и Онуфрия в «Днях нашей жизни». Роль артиста в «Шутниках» была признана лучшей мужской ролью высшей театральной премии Санкт-Петербурга «Золотой софит», за роль Онуфрия артист награждён премией имени Евгения Лебедева (2011). Сыграл роль Чарноты в спектакле «Бег. Восемь снов» (2008). Был задействован в спектаклях: Санкт-Петербургского академического театра комедии имени Н. П. Акимова («Призраки», роль — Паскуале Лойяконо), Творческого объединения «Арт-Питер» («Картины из жизни девицы Любови Отрадиной», роль — актёр Шмага; «Я должен убрать президента», роль — Франсуа Пиньон; «Месье Амедей», роль — Кюре Жозеф), Государственного Пушкинского театрального центра в Санкт-Петербурге («История села Горюхина», «Авдей Флюгарин», «Жуковский. Прощание»), Петербургского экспериментального театра («Тореро», роль — Маркос-импресарио), Театральной компании «Антика» («Флорентийская трагедия», роль — купец Симоне).
За свои работы Барковский неоднократно награждался театральными премиями. Особо стоит отметить премию имени И. М. Смоктуновского (актёра, являющегося кумиром Сергея Барковского) за исполнение роли Карла в спектакле Молодёжного театра на Фонтанке «Жаворонок».
8 марта 2011 года стал лауреатом I Российской национальной актёрской премии имени Андрея Миронова «Фигаро» в номинации «За блистательное исполнение театральных ролей».

### Кино
Снимался в фильмах и сериалах: «Летающий пистолет» из серии «Ниро Вульф и Арчи Гудвин» (Фредерик Веплер), «Бедный, бедный Павел» (доктор Роджерсон), «Бандитский Петербург» (Либман), «Улицы разбитых фонарей» (дворник-«стукач» Степаныч), «Спецотдел» (Доре), «Три цвета любви» (Прохоров), «Сёстры» (Гоша), «Брежнев» (Горбачёв) и другим.
Одна из ярких ролей актёра — профессор Зверев в молодёжной комедии «Тронутые» (2005).

## Творчество

### Роли в театре
- 1984 — «Звучала музыка в саду» — Пьеро (реж. Е. М. Падве)
- 1998 — «Иван-царевич» Ю.Михайлова — Иван-подкидыш (реж. Г. Май)
- 1988 — «Не было ни гроша, да вдруг алтын» А. Н. Островского — Баклушин (реж. А.Полухина)
- 1989 — «Мещанин во дворянстве» Жана-Батиста Мольера — Танцор (реж. С.Я Спивак)
- 1991 — «Мастерская глупостей» М. А. Туханина и Г.Селегея — Принц Фредерик — Клоун Джек (реж. Н. Н. Абрамова)
- 1993 — «Золотой человек» В. П. Гуркина — Слуга (реж. Ю. А. Гольдин)
- 1993 — «Эскориал» Мишеля де Гельдерода — Король (реж. А. Синотов)
- 1995 — «Трёхгрошовая опера» Бертольда Брехта — Отец Кимбл (реж. С.Я Спивак)
- 1995 — «Голый король» Е. Л. Шварца — Король-отец, Камердинер (реж. А. Бураго)
- 1995 — «Прикосновение» Рустама Ибрагимбекова — Лейтенант (реж. В. А. Гвоздков)
- 1995 — «Сирано де Бержерак» Эдмона Ростана — Граф де Гиш (реж. М. Левшин)
- 1995 — «Четвёртый стул» Тонино Гуэрра — Эмилио (реж. В. Турченко и А. Янковский)
- 1995 — «Калиф-аист» по мотивам сказок Вильгельма Гауфа — Калиф (реж. С.Егоров)
- 1995 — «Влюблённые» К.Гольдони — Фабрицио (реж. Т.Казакова)
- 1996 — «Ночь ошибок» Оливера Голдсмита — Сэр Чарльз Марлоу (реж. М. Г. Черняк)
- 1996 — «Улица. Двор. Васька» В. Зверовщикова — Профессор (реж. И. И. Лелюх)
- 1997 — «Гамлет» Уильяма Шекспира — Горацио (реж. В. Крамер)
- 1998 — «Двенадцатая ночь или что угодно» Уильяма Шекспира — Сэр Тоби (реж. В.Туманов)
- 1998 — «Стакан воды» Эжена Скриба — Болингброк (реж. М. Г. Черняк)
- 1999 — «Сказание о царе Петре и убиенном сыне его Алексее» Ф. Горенштейна — Алексей (реж. А. Галибин)
- 1999 — «Касатка» А. Н. Толстого — Абрам Желтухин (реж. С. Я. Спивак)
- 1998 — «Крики из Одессы» по пьесе И. Э. Бабеля — Боярский, Урусов (реж. С.Я Спивак)
- 2000 — «Дни Турбиных» М. А. Булгакова — Тальберг (выпуск), Алексей Турбин (2006) (реж. С. Я. Спивак)
- 2000 — «Вальс одиноких» С. И. Злотникова — Антон (реж. Г. Мушкет)
- 2000 — «Пляска смерти» Августа Стринберга — Курт (реж. А. Прикотенко)
- 2000 — «Загадочные вариации» Эрика-Эммануэля Шмитта — Ларсен (реж. А.Серов)
- 2000 — «Дон Жуан» Жана-Батиста Мольера — Сганарель (реж. Г.Тростянецкий)
- 2000 — «Дорогая, я не слышу, что ты говоришь, когда в ванной течёт вода» или «Поговорим, как художник с художником» по пьесам Р. Андерсона и Л.Зорина — Поллинг, Каписицкий (реж. А. Серов)
- 2000 — «Картины из жизни девицы Любови Отрадиной» по пьесе А. Н. Островского «Без вины виноватые» — Шмага (реж. Н. Леонова)
- 2001 — «Жаворонок» Жана Ануя — Король Карл VI (реж. С. Я. Спивак)
- 2001 — «На дне жизни» М.Горького — Барон (реж. В. Перминов)
- 2001 — «Борис Годунов» А. С. Пушкина — Старший пристав (реж. А.Сагальчик)
- 2001 — «Виндзорские проказницы» Шекспира — Форд (реж. В.Саркисов)
- 2001 — «Входит свободный человек» Тома Стоппарда — Джордж Райли (реж. Г.Товстоногов-младший)
- 2001 — «Зануда» по пьесе Ф. Вебера «Контракт» — Франсуа (Пиньон) (реж. А.Синотов)
- 2001 — «История села Горюхина», моноспектакль по повести А. С. Пушкина — главная роль (реж. А. Андреев)
- 2002 — «Горебогатырь Косометович», комическая опера Екатерины II — Кривомозг (реж. С. Миляева)
- 2002 — «Авдей Флюгарин» моноспектакль по произведениям Ф. Булгарина — главная роль (реж. А. Андреев)
- 2003 — «Жуковский. Прощание» моноспектакль по письмам В. А. Жуковского — главная роль (реж. А. Андреев)
- 2004 — «Тореро» по пьесе А.Састре «Гибель Тореро» — Маркос-импресарио (реж. В.Перминов)
- 2005 — «Три сестры» А. П. Чехова — Чебутыкин (реж. С. Я. Спивак)
- 2005 — «Призраки» Эдуардо де Филиппо — Паскуале Лойяконо (реж. Т. Казакова)
- 2005 — «Месье Амедей» Ален Рейно Фуртона — Кюре Жозеф (реж. Н. Леонова)
- 2005 — «Скандальное происшествие» по пьесе Джона Пристли — Хардейкер (реж. М.Апарцев)
- 2005 — «Флорентийская трагедия» Оскара Уайльда — Купец Симоне (реж. М.Елисеев)
- 2006 — «Шутники» А. Н. Островского — Оброшенов (реж. Ю.Цуркану)
- 2008 — «Тартюф» Жана-Батиста Мольера — Тартюф (реж. А. Л. Андреев)
- 2008— «Казнить нельзя помиловать» А. Козырева — доктор Кактус (реж. М.Апарцев)
- 2008 — «Рыцарь Серафимы» по пьесе М. А. Булгакова «Бег» — Генерал Чарнота (реж. Ю. Цуркану)
- 2010 — «Да здравствует любовь» А. Козырева — Леопольд (реж. Н.Леонова)
- 2011 — «Семья Сориано, или Итальянская комедия» Эдуардо де Филиппо — Доминико Сориано (реж. С. Я. Спивак)
- 2012 — «Товарищ» Жак Деваль — князь Михаил Урятьев (реж. А. Гаврюшкин)
- 2013 — «Миллионерша» Б. Шоу — Доктор (реж. М. Апарцев)
- 2019 — «Загадочные вариации» Э.-Э. Шмитт — Абель Знорко (реж. Д. Камошина)
- 2019 — «Амазонки» А. Макаров — Никита (реж. А. Носков)
- 2021 — «Кабала святош/Мольер» по пьесе М. А. Булгакова «Кабала святош» — Мольер (реж. С. Я. Спивак)

В спектакле «Волшебный полёт над Багдадом» (1998) выступил в качестве режиссёра-постановщика и балетмейстера.

### Фильмография
| Год       |     | Название                                                    | Роль |
| --------- | --- | ----------------------------------------------------------- | --- |
| 1992      | ф   | Ключ                                                        | врач на испытаниях газов (в титрах не указан)                                                                                              |
| 1993      | ф   | Тихие страницы                                              | Порфирий Петрович, следователь |
| 1994      | ф   | Полигон-1                                                   | Имя персонажа не указано |
| 1995      | ф   | Прибытие поезда                                             | посетитель публичного дома |
| 1997—1998 | с   | Улицы разбитых фонарей                                      | Витёк, осведомитель |
| 1998      | ф   | Сеньора                                                     | директор |
| 1998      | ф   | Хрусталёв, машину!                                          | сотрудник НКВД |
| 1998—1999 | с   | Агент национальной безопасности 1                           | «курьер» Кивилашвили |
| 1999—2000 | с   | Улицы разбитых фонарей 2                                    | Степаныч, дворник-«стукач» |
| 2000      | с   | Бандитский Петербург. Фильм 2. Адвокат                      | Михаил Либман |
| 2000      | ф   | Рождественская мистерия                                     | Мурашко, близнецы |
| 2000—2001 | с   | Улицы разбитых фонарей 3                                    | Степаныч, дворник-«стукач» |
| 2001—2002 | с   | Ниро Вульф и Арчи Гудвин                                    | Фредерик Веплер |
| 2002      | кор | Красный стрептоцид                                          | отец |
| 2002      | с   | Спецотдел                                                   | Николай Доре |
| 2003      | ф   | Бедный, бедный Павел                                        | Джон Сэмюэль Роджерсон, лейб-медик Екатерины II                                                                                            |
| 2003      | с   | Женский роман                                               | Виктор Максимов, редактор |
| 2003      | ф   | Игра в модерн                                               | режиссёр театра |
| 2003      | с   | Линии судьбы                                                | лектор |
| 2003      | с   | Три цвета любви                                             | Прохоров, сотрудник КГБ |
| 2004      | ф   | Дурная привычка                                             | Саша, муж Насти, сценарист |
| 2004      | ф   | Экстренное торможение                                       | доктор Бауэр |
| 2004      | ф   | Лесная царевна                                              | Кабацкая Теребень |
| 2004      | с   | Сёстры                                                      | Гоша |
| 2005      | ф   | SOS! (Спасите наши души!)                                   | Анатолий |
| 2005      | с   | Большая прогулка                                            | кредитор |
| 2005      | с   | Брежнев                                                     | Михаил Сергеевич Горбачёв, член Политбюро ЦК КПСС                                                                                          |
| 2005      | с   | Господа присяжные                                           | Евгений Фёдорович Кони, русский юморист, прозаик                                                                                           |
| 2005      | с   | Лабиринты разума                                            | Рэм и гость |
| 2005      | с   | Нелегал                                                     | Кормилицын, прокурор |
| 2005      | с   | Фаворит                                                     | Александр Андреевич Безбородко, князь |
| 2005      | с   | Тронутые                                                    | Зверев («Зверь»), декан технологического факультета, профессор, доктор биологических наук, преподаватель кафедры охраны природы и экологии |
| 2006      | ф   | Гадкие лебеди                                               | Геннадий Комов, профессор |
| 2006      | ф   | Двойная фамилия                                             | Виктор |
| 2006      | с   | Жизнь и смерть Лёньки Пантелеева                            | Петржак |
| 2005—2006 | с   | Морские дьяволы                                             | Сеня Корсак |
| 2006      | с   | Столыпин… Невыученные уроки                                 | Фёдор Измайлович Родичев, депутат Государственной думы Российской империи                                                                  |
| 2006      | ф   | Травести                                                    | Юрий Васильевич Кротов, главный режиссёр Таруканского ТЮЗа                                                                                 |
| 2007      | ф   | 1814                                                        | Пилецкий, надзиратель в Царскосельском лицее                                                                                               |
| 2007      | с   | Группа «Зета»                                               | Фёдор Петрович Петров |
| 2007      | с   | Закон зайца                                                 | Николай Константинович Соколов, член нескольких монархических организаций                                                                  |
| 2007      | ф   | Казнить нельзя помиловать                                   | доктор Кактус, член комиссии по помилованию заключённых                                                                                    |
| 2007      | с   | Литейный                                                    | Виктор Никитин |
| 2007      | с   | Опера 3. Хроники убойного отдела                            | Приблудов |
| 2007      | с   | Пером и шпагой                                              | император Пётр III |
| 2007      | ф   | Перстень наследника династии                                | «Князь» |
| 2007      | с   | Слепой 3                                                    | Садовский Илья Арнольдович, адвокат |
| 2007      | с   | Тени прошлого                                               | Сергей Иванович Попов, лже-историк |
| 2008      | с   | А. Д.                                                       | «Избавитель» |
| 2008      | ф   | Бес                                                         | гер Шлихтер, бизнесмен |
| 2008      | с   | Двое из ларца-2                                             | Марк Эрбет, жених из Швейцарии |
| 2008      | с   | Дорожный патруль                                            | Александр Викторович Смирнов, председатель банка, отец Бориса                                                                              |
| 2008      | ф   | Исчезнувшая империя                                         | декан |
| 2008      | ф   | Кто был Шекспиром                                           | Фрэнсис Бэкон, философ |
| 2008      | ф   | Полторы комнаты, или Сентиментальное путешествие на родину  | Александр Христофорович Бенкендорф |
| 2009      | с   | Группа «Зета». Фильм второй                                 | Фёдор Петрович Петров, организатор группы                                                                                                  |
| 2009      | ф   | Какраки                                                     | Степан Никанорович Шалфеев |
| 2009      | с   | Легенды колдовской любви                                    | Витольд |
| 2009      | ф   | И один в поле воин                                          | Гальвидис, адвокат |
| 2009      | с   | Летучий отряд                                               | Афанасий Григорьевич Калодин |
| 2009      | ф   | Обитаемый остров. Часть 2                                   | Ноле Ренаду, квартирный хозяин Рады Гаал                                                                                                   |
| 2009      | с   | Одержимый (Джек Потрошитель)                                | брат Джека Потрошителя, священник |
| 2009      | с   | Правило лабиринта                                           | Николай Петрович |
| 2009      | с   | Смерть Вазир-Мухтара. Любовь и жизнь Грибоедова             | Фаддей Венедиктович Булгарин, русский писатель, журналист, издатель                                                                        |
| 2010      | с   | Гаишники                                                    | мистер Роджерс |
| 2010      | с   | Достоевский                                                 | Михаил Андреевич Достоевский, отец писателя Ф. М. Достоевского                                                                             |
| 2010      | с   | Золотой капкан                                              | пьяный клиент |
| 2010      | ф   | Красная ртуть                                               | Вячеслав Эдуардович |
| 2011      | с   | Беглец                                                      | «Папа», серийный убийца, пациент психиатрической клиники                                                                                   |
| 2011      | ф   | Последний герой                                             | следователь |
| 2011      | с   | Возмездие                                                   | врач в больнице |
| 2011      | ф   | Ключ саламандры                                             | заведующий лабораторией |
| 2011      | с   | Настоящие                                                   | Валерий Артемьевич Беспятный, руководитель предвыборной PR-кампании Томского                                                               |
| 2011      | с   | Небесный суд                                                | Савва Мефодьевич Чинушин, подсудимый |
| 2011      | с   | Отрыв                                                       | Алексей Петрович Немировский |
| 2011      | ф   | Утомлённые солнцем 2: Цитадель                              | слепой штрафник |
| 2011      | ф   | Создание партии (Китай)                                     | Владимир Ильич Ленин |
| 2011      | с   | Маяковский. Два дня                                         | Владимир Ильич Ленин |
| 2011      | с   | Наследница                                                  | Орест Николаевич Круглый, адвокат |
| 2011—2012 | с   | Анечка                                                      | Леонид Гаркалин |
| 2012      | с   | Белая гвардия                                               | отец Александр |
| 2012      | ф   | 8 первых свиданий                                           | Клим Аристархович Абрамсон, художник и дизайнер                                                                                            |
| 2012      | с   | Бездна                                                      | Иван Камший |
| 2012      | с   | Вероника. Потерянное счастье                                | Сорин |
| 2012      | с   | Эффект Богарне                                              | Эдуард / юродивый Сашко |
| 2012      | ф   | Зимы не будет                                               | Имя персонажа не указано |
| 2012      | с   | Наркотрафик                                                 | Сергей Никитич Корепанов, полковник |
| 2012      | с   | В зоне риска (серия № 13)                                   | Николай Александрович Старостин, профессор                                                                                                 |
| 2012      | ф   | Дирижёр                                                     | Пушенков, администратор оркестра |
| 2012      | с   | Бедные родственники                                         | Аркадий Итунин |
| 2012      | с   | Время Синдбада                                              | Вандербрик, комиссар полиции |
| 2013      | с   | Разведчицы                                                  | оберштурмфюрер Отто Дрекслер |
| 2013      | с   | Морские дьяволы. Смерч. Судьбы Вне закона. Физик. Фильм № 2 | Дмитрий Евгеньевич Романов, глава рекламного агентства                                                                                     |
| 2013      | с   | Неслучайная встреча                                         | Илья Владимирович Спицын, казначей Пучкова                                                                                                 |
| 2013      | с   | У вас будет ребёнок                                         | Леонид Яковлевич Раппопорт, музыкант, муж Софьи Андреевны                                                                                  |
| 2013      | с   | Крик совы                                                   | Архип Бирюков, юродивый |
| 2014      | с   | Крёстный                                                    | Сергей Иванович Гущин |
| 2014      | с   | Татьянина ночь                                              | Гюнтер Лестнер, немецкий журналист |
| 2014      | с   | Григорий Р.                                                 | Иоанн Кронштадтский, священник Русской православной церкви                                                                                 |
| 2015      | ф   | Битва за Севастополь                                        | Филипп Сергеевич Октябрьский, адмирал |
| 2015      | с   | Кухня (серия № 90)                                          | глава проверяющей комиссии |
| 2015      | с   | Ленинград 46                                                | Павел Арсеньевич Евдокимов, главный технолог «Гознака»                                                                                     |
| 2015      | с   | Восхождение на Олимп                                        | Игорь Евгеньевич Полежаев, профессор искусствоведения                                                                                      |
| 2015      | с   | Лондонград (серия № 10)                                     | Виктор Георгиевич Гусев, учёный-химик, профессор, помешанный диссидент                                                                     |
| 2015      | с   | Петля Нестерова                                             | Юрий Владимирович Андропов, председатель КГБ СССР                                                                                          |
| 2015      | с   | Непридуманная жизнь                                         | Алексей Викторович Скоробогатов, директор овощной базы                                                                                     |
| 2015      | с   | Декорации убийства                                          | Лев Михайлович Карманов |
| 2016      | ф   | Монах и бес                                                 | Александр Христофорович Бенкендорф |
| 2016      | с   | От первого до последнего слова                              | Евгений Грицук, писатель |
| 2016      | с   | Отель последней надежды                                     | Семён Ааронович Пейсахович, швейцар в отеле                                                                                                |
| 2016      | с   | Тайны следствия 16                                          | Юрий Степанович Ланской, профессор |
| 2016      | с   | Шакал                                                       | Лев Давыдович Сатаров, опекун Калины Полтавченко                                                                                           |
| 2016      | с   | Консультант                                                 | Леонид Колесниченко, бывший журналист |
| 2016      | ф   | Апперкот для Гитлера                                        | Всеволод Александрович Блюменталь-Тамарин                                                                                                  |
| 2016      | с   | Гостиница «Россия»                                          | Демартини |
| 2016      | с   | Возвращение на Олимп                                        | профессор Игорь Евгеньевич Полежаев |
| 2017      | с   | Лачуга должника                                             | профессор Благопуп |
| 2017      | с   | Алмазный эндшпиль                                           | ювелир Соломон Львович Верман |
| 2018—2019 | с   | Годунов                                                     | Лев Сапега, посол Речи Посполитой |
| 2019      | с   | Подкидыш                                                    | Мефодий Иванович Гончаров, судмедэксперт                                                                                                   |
| 2021      | с   | МУР-МУР                                                     | Вениамин Матвеевич Гайдуков, секретарь горкома КПСС г. Муранска                                                                            |
| 2021      | с   | Воскресенский                                               | инвалид-гадалка |
| 2021      | с   | Собор                                                       | Кабаков |
| 2021      | с   | Седьмая симфония                                            | Александр Романович Рейсин, скрипач |
| 2022      | с   | Ловец снов                                                  | Игорь Иванович |
| 2023      | с   | Шаляпин                                                     | Эдуард Направник, дирижер Мариинского театра                                                                                               |
| 2024      | с   | ГДР                                                         | Эдуард Шеварнадзе |
| 2024      | с   | Столыпин                                                    | Сергей Семёнович Климов, член Государственного совета Российской империи                                                                   |
| 2024      | с   | Плевако                                                     | Никита Еремеевич Солодовников |
| 2025      | с   | Павел. Первый и последний                                   | Александр Андреевич Безбородко |

### Работа на телевидении
- Сергей Барковский сотрудничает с российским историческим телеканалом «365 дней ТВ», где принимает участие в трёх передачах: «Обзор позавчерашней прессы» (говорит от имени некоего историка-журналиста Ключевского), «Женщины в русской истории» (ведёт разговор от своего имени) и «Маленькие детали большого города» (голос актёра звучит за кадром)[6].

## Признание

### Государственные награды Российской Федерации
- 2005 — почётное звание «Заслуженный артист Российской Федерации» (7 апреля 2005 года) — за заслуги в области искусства[2].
- 2019 — Медаль ордена «За заслуги перед Отечеством» II степени (13 июня 2019 года) — за большой вклад в развитие отечественной культуры и искусства, многолетнюю плодотворную деятельность[7].

### Общественные награды
- 1996, Фестиваль спектаклей для детей «Банановая рыба», Таллинн, премия в номинации «Лучшая мужская роль», спектакль «Калиф-аист» (Театр «Комедианты»);
- 1999, Фестиваль «Театр без границ», Магнитогорск, премия в номинации «Лучшая мужская роль второго плана» (Абрам Желтухин, спектакль «Касатка», Молодёжный театр на Фонтанке);
- сезон 1999—2000 «Золотой Софит», номинация «Лучшая мужская роль второго плана» — за роль Алексея Турбина в спектакле С. Я. Спивака «Дни Турбиных» (Молодёжный театр на Фонтанке);
- сезон 2000—2001 «Золотой Софит», номинация «Лучшая мужская роль» — за роль Карла в спектакле С. Я. Спивака «Жаворонок» (Молодёжный театр на Фонтанке) и за роль Сганареля в спектакле «Дон Жуан» Г. Тростянецкого (Александринский театр);
- 2000, Международный театральный фестиваль на Волге «С Россией в XXI век», Тольятти, — диплом за исполнение роли Желтухина в спектакле «Касатка», (Молодёжный театр на Фонтанке);
- 2001, Санкт-Петербург, общество «Театрал», — приз зрительских симпатий за роль Желтухина в спектакле Молодёжного театра на Фонтанке «Касатка»;
- 2001, Межрегиональный фестиваль «Рождественский парад», Санкт-Петербург, — премия за исполнение роли Франсуа Пиньона в спектакле «Я должен убрать президента» (Творческое объединение «Арт-Питер»);
- 2002, Московский международный телевизионно-театральный фестиваль «Молодость века», — премия благотворительного общественного фонда содействия театру и телевидению «Маски» им. И. М. Смоктуновского — за исполнение роли Карла в спектакле Молодёжного театра на Фонтанке «Жаворонок»;
- 2003, Фестиваль моноспектаклей «Монокль», Санкт-Петербург, — 1-я премия за моноспектакль «История села Горюхина», Пушкинский театральный центр, режиссёр А. Андреев;
- 2005, Фестиваль моноспектаклей «Монокль», Санкт-Петербург, — 2-я премия за моноспектакль «Авдей Флюгарин» (по произведениям Ф. Булгарина), Пушкинский театральный центр, режиссёр А. Андреев;
- 2006, Фестиваль моноспектаклей «Відуння», Киев, — гран-при за спектакль «История села Горюхина»;
- сезон 2005—2006 «Золотой софит», Победитель в номинации «Лучшая мужская роль в драматическом театре» за роль Павла Прохоровича Оброшенова в спектакле «Шутники» в постановке Ю. Цуркану, Театр Русская антреприза им. Андрея Миронова.
- 8 марта 2011 года первая Российская национальная актёрская премия имени Андрея Миронова «Фигаро»